# Anbang (quarto)

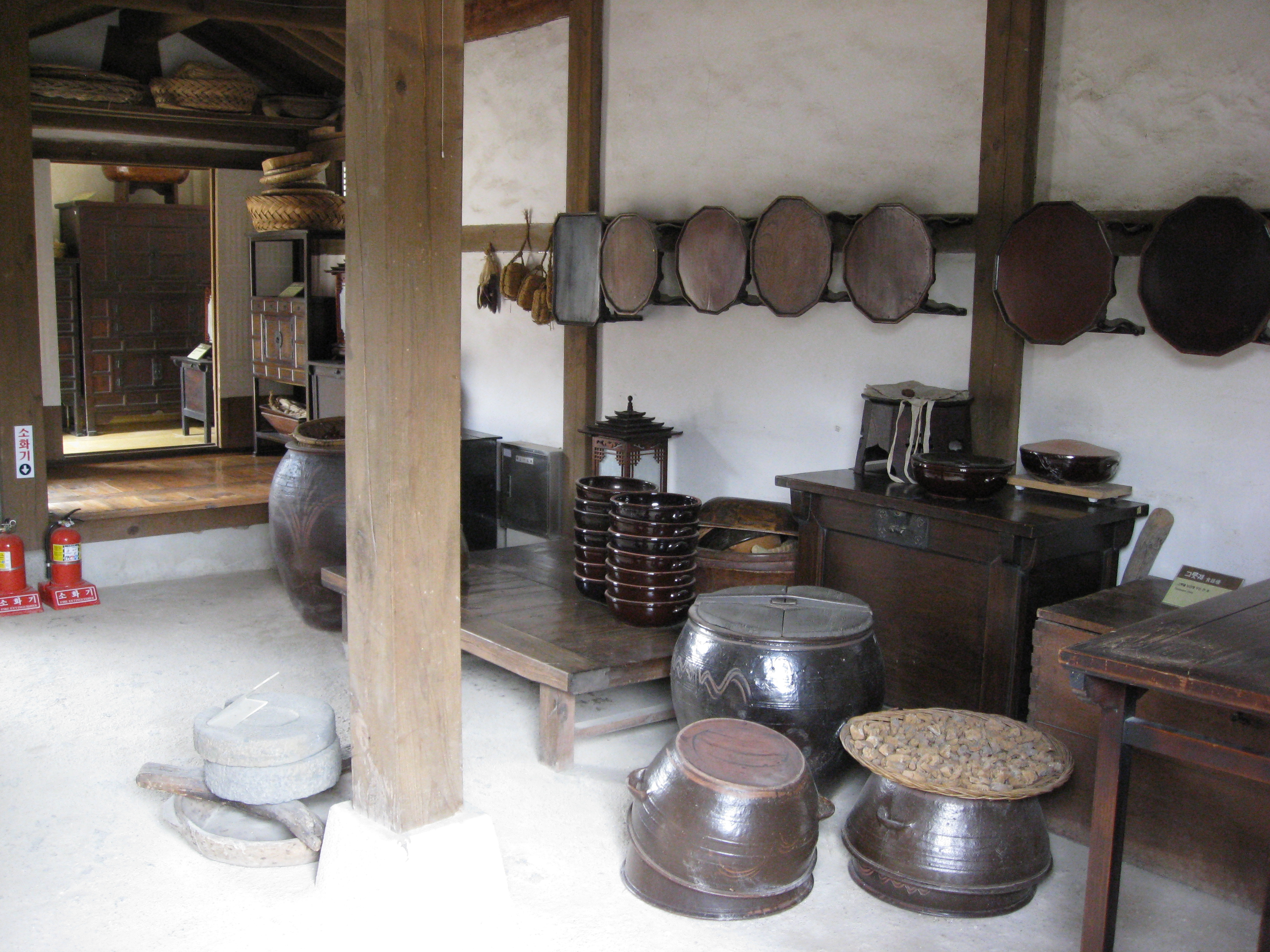
Anbang.

Anbang (em coreano: 안방, em hanja: 內房), também conhecido como Anchae (coreano: 안채), é um quarto presente em uma casa tradicional coreana (hanok) que serve como o principal espaço para mulheres chefes (esposas) de uma família. É considerado o símbolo do espaço da chefe da família na casa.

## Significado
O termo anbang é literalmente traduzido como "sala interna", um espaço que está conectado à cozinha da casa. Funcionalmente, o objetivo da sala é que a esposa chefe da família reside.

## Descrição
Este quarto é o santuário para a esposa. O piso da sala é coberto com papel laminado coberto com óleo de feijão (장판지 마감) ou um tapete de junco cobrindo o chão do ondol. Também pode haver portas que levam ao sótão na parte da frente da cozinha e a parte inferior do piso é coberta com um cobertor fino.
Os armários em formato de gabinetes são colocados no lado da sala ou no local mais distante do aquecedor. Cabides de pano também são colocados nos cantos dos quartos. Também foram colocados assentos para o conforto da proprietária. Alguns móveis, como mesas, também podem estar presentes. Durante o inverno, um braseiro é colocado no centro da sala. Frequentemente, o ferro quente usado para costura era aquecido no braseiro. Telas dobráveis aparecem colocadas ao redor do colchão ou das janelas para evitar o frio. Além disso, cortinas são usadas para interromper o fluxo do ar frio. Em uma parte da sala, uma lanterna portátil pode ser colocada para ser usada como luz noturna.
As quatro paredes estão todas cobertas de papel de parede. Casas de classe alta têm papéis de parede especiais nas paredes. O teto geralmente é coberto com um papel de parede de papel (종이 반자), embora haja casos em que as vigas são deixadas expostas. A primeira camada do teto é coberta com papel de rascunho, a segunda camada com papel mais grosso, e a última camada foi coberta com papel colorido das cinco cores do arco-íris.

## Propósito
O anbang é considerado o quarto mais fechado e sagrado da casa, e fica o mais distante do portão principal. Pessoas que não sejam marido e família não podem entrar no local sem permissão. Além disso, como um local em que a chefe da casa, ela é usada como centro para gerenciar toda a limpeza. É usado para armazenar todas as chaves e objetos de valor dentro da casa. Quando uma noiva é apresentada dentro de casa, a senhora anterior da casa geralmente se muda para outra sala e deixa a posse desta para a nova mulher.